# Delta (rakieta)

Rodzina rakiet Delta

Delta – rodzina amerykańskich rakiet nośnych. Zapoczątkowana przez rakietę Thor Delta, w latach 60. XX wieku. Obecnie rakiety typu Delta są jednymi z podstawowych rakiet przemysłu astronautycznego w USA.
Historia tych rakiet to ponad 300 startów z czego 95% zakończyło się sukcesem. Aktualnie używana jest rakieta Delta IV, planuje się również wykorzystanie ich w przyszłości. Produkcją i wynoszeniem rakiet w kosmos zajmuje się obecnie United Launch Alliance. Zużyte dopalacze orbitalne mają swój wkład w liczebność kosmicznego śmietniska.